# 豌豆岛直升机场
豌豆岛直升机场（芬蘭語：Hernesaaren helikopterikenttä；ICAO：EFHE），曾是位于芬兰赫尔辛基市区西南角豌豆岛的一座直升机场。该直升机场在2020年关闭。

## 通航航空公司及航点
该直升机场由“直升机中心有限公司”（芬兰语Helikopterikeskus Oy）管理。Copterline公司经营豌豆岛直升机场与爱沙尼亚塔林林纳哈尔直升机场之间的直升机商业航线。Can Do!旅游公司经营的赫尔辛基直升机游览项目也以该机场为起降地点。

## 事故
2005年8月10日中午，一架Sikorsky S-76直升机执行Copterline 103次航班，从塔林飞往赫尔辛基豌豆岛直升机场。起飞4分钟后，直升机突然失去控制，坠落在塔林附近海面。机上两名芬兰籍机组成员和12名乘客（6名芬兰人、4名爱沙尼亚人和两名美国人）全部遇难。